# Cuscatancingo
Cuscatancingo est un district de la municipalité de San Salvador Centro situé dans le département de San Salvador au Salvador. Il fait partie de l'aire métropolitaine de San Salvador.

## Géographie
Le district s'étend sur 5,4 km2 au nord de San Salvador et est formé de deux parties distinctes, Las Flores, au sud en limite de la capitale, et San Luis Mariona, au nord, séparées par le district de Delgado. L'altitude moyenne s'élève à 440 m.

## Histoire
Cuscatancingo est une municipalité avant le 1er mai 2024, date à laquelle elle est fusionnée avec Ayutuxtepeque, Delgado, Mejicanos et San Salvador pour former San Salvador Centro, dont elle devient un district.

## Démographie
En 2014, la population était estimée à 66 400 habitants.